# Hifa

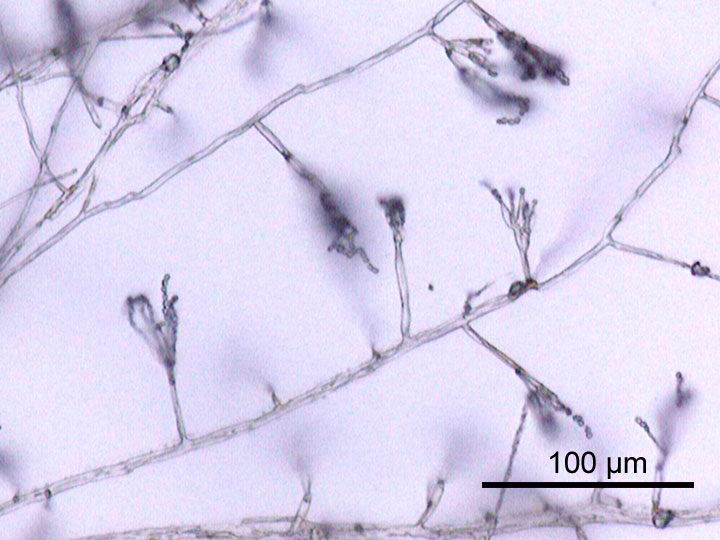
Hifas de Penicillium

As hifas são os filamentos de células que formam o micélio dos fungos e o micobionte dos líquenes. São longas células cilíndricas com vários núcleos (cenocíticas, nos Zygomycota) ou septadas, mas onde cada célula pode ter vários núcleos; podem ser simples ou ramificadas.
Pseudo-hifas são adaptações de alguns fungos unicelulares (leveduras), os quais se multiplicam mas permanecem unidos, semelhante a hifas, com função de adaptação ao meio.

## Funções das hifas
Além de fixação ao substrato, as hifas têm as funções de reprodução e digestão extracelular. Como os fungos são heterótrofos, ou seja, não produzem seu próprio alimento e se alimentam principalmente das substâncias orgânicas do substrato onde vivem, as hifas libertam através da sua parede celular as enzimas necessárias à degradação dos carboidratos e absorvem os glícidos necessários ao seu metabolismo. No caso das micorrizas e dos fungos parasitas, as hifas invadem os tecidos das raízes ou dos hospedeiros cumprindo um papel semelhante.
Do ponto de vista da reprodução, as hifas atuam, tanto na reprodução assexuada, produzindo gomos ou brotos, ou ainda se ramificando, ou no caso de hifas aéreas, corpos reprodutivos como o Conídio, que produzem conidiósporos, existindo vários tipos diferentes. Na reprodução sexuada, observa-se o fenômeno da plasmogamia, em que células de duas hifas ou da mesma hifa se conjugam e, após cariogamia, produzem um zigoto, que é o único corpo diploide destes seres, onde após meiose se formam esporos haploides. Normalmente, este processo se observa em estruturas especializadas, ou corpos reprodutivos, que têm diferente estrutura em cada uma das classes de fungos: zigosporângios, nos Zygomycota, basídio nos Basidiomycota, e ascos nos Ascomycota.  